# 神々LOOKS YOU
「神々LOOKS YOU」（かみがみ ルックス ユー）は、Base Ball Bearの9枚目のシングル。

## 解説
- 前作「LOVE MATHEMATICS」から約3ヶ月ぶりのリリースとなる2009年第2弾シングル。
- ジャケットには、ボーカル小出祐介の顔写真が使われている。ジャケットにメンバーが写るのは初めて。

## 収録曲
- 全作詞・作曲：小出祐介、全編曲：Base Ball Bear（特記除く）

1. 神々LOOKS YOU（編曲：Base Ball Bear・玉井健二）
  - 松竹配給映画『鴨川ホルモー』主題歌
  - 初の映画主題歌。小出曰く「主題歌として100点」と評している。
  - PV監督は福居英晃。
  - 英文法的には動詞のLOOKに「S」を付けないが、言葉の調子を考えると「S」は付けておいた方がいいため、「神さまそれぞれが」と小出は捉えている。
  - 3rdアルバム『(WHAT IS THE)LOVE & POP?』、ベストアルバム『バンドBのベスト』・『増補改訂完全版「バンドBのベスト」』収録
    - 『(WHAT IS THE)LOVE & POP?』では前の曲の「changes」の最後にアコースティックバージョンでAメロのみ流れている。小出が路上で弾き語りしている体で、詞も異なっている。
2. image club
  - 元々はインスト曲。
  - バンドがメジャーデビュー10周年とバンド結成15周年を迎えた2016年に行われた特別投票企画『君の目』では投票数1位となった。しかし、「image club」は2位以下と圧倒的な差をつけていたためメンバーからは組織票を疑われており[1]、この投票企画の結果を反映したセットリストで臨んだ2016年から2017年にかけての「バンドBのすべてツアー 2016-2017」では一度も演奏されなかった。
3. BOYS MAY CRY
  - 小出が「1人SMAPみたいな事がやりたい」というテーマのもと作られた曲。